# 규암면
규암면(窺岩面)은 대한민국 충청남도 부여군에 속한 면이다.

## 역사

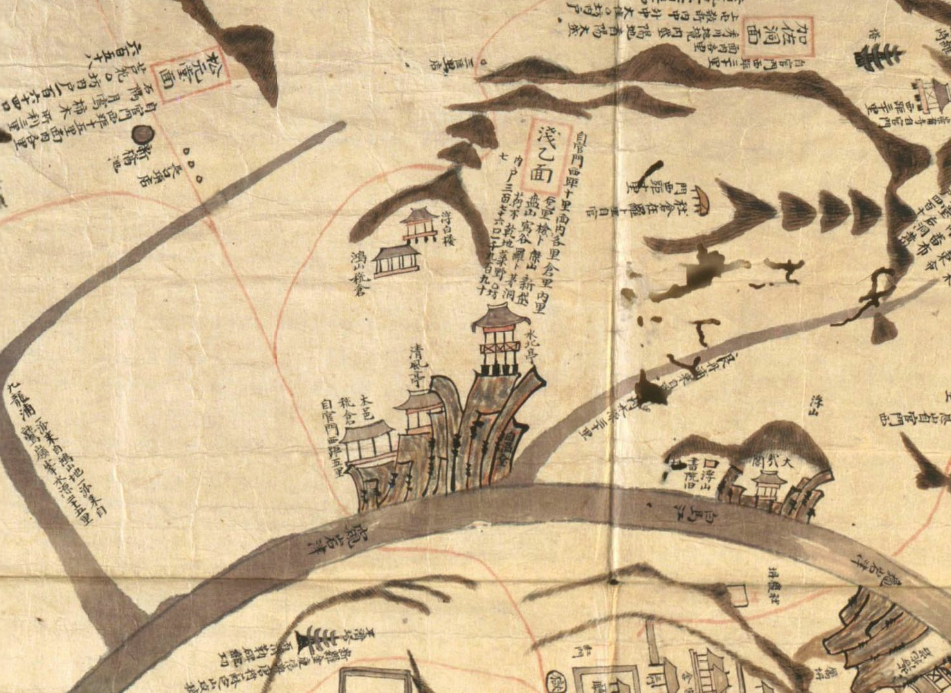
일제강점기전에는 천을면으로 불렸다

규암은 엿바위라는 뜻인데, 당나라 소정방이 부여를 침공할 때 바위 뒤에 숨어서 적정을 엿보던 병사가 사비성에 소식을 알렸다는 일화가 있다. 규암은 백마강을 사이에 두고 부여와 맞닿아 있는데 규암나루는 금강을 건너 부여로 들어가는 중요한 교통로였다. 조선 후기 오일장이 크게 번성하면서 홍산장, 은산장, 강경장 등 저산팔읍의 장시 유통망이 규암나루를 통하여 내륙으로 들어갈 수 있었다. 나루터 주변에 오일장과 상설시장이 형성되어 부여의 물산이 집결되는 중심지 역할을 하였다. 규암나루는 충청도의 중심지 공주목에 이르는 금강 수로의 중요한 지점이었으며 강경을 거쳐 한양으로 통하는 지름길이었다. 강 서쪽에는 내산, 은산, 홍산, 외산, 보령, 청양이 있으며 강의 동쪽에는 부여, 논산, 공주가 자리하고 있다.
규암면의 중심을 이루고 있는 규암리는 고려시대에 형성된 마을로 추정되며 진주강씨와 청주한씨가 오랫동안 거주해 왔다고 전해진다.
조선 후기에 부여현의 물류를 보관했던 해창과 홍산창이 규암리 자온대 옆에 위치했었다고 전해진다. 해방을 전후해서는 규암리의 장이 부여읍내의 장과 비교조차 할 수 없을 만큼 그 규모가 켰다고 한다. 규암 오일장은 3일과 8일에 열렸으며 쇠전, 모시전, 포목전, 싸전, 어물전이 주축을 이루었다고 한다. 한때 군산과 강경을 잇는 정기여객선이 규암나루까지 연장 운행되었다고 하며, 만조 때에는 바다의 물이 거슬러 올라와서 사리 때에 새우젓과 소금을 실은 큰 상선이 조수를 따라 거슬러 올라와 나루터에 정박한 채 곡식을 사가지고 내려갔다.
규암나루는 두 곳에 있었는데 자온대 바로 밑에는 나룻배가 운행을 하였고, 그 하류에는 강경을 왕래하는 돌배(수백 톤급의 동력선)과 상선이 사용하는 나루가 있었다. 일제강점기에 신작로가 뚫리면서 버스와 차량을 실어나르는 넓적배가 운행되었다. 또한 일제강점기에는 나무배 수십 척을 연결한 배다리를 놓아서 평소에는 사람과 우마가 통행을 했으며, 홍수로 유실된 후에는 나무다리 및 철선을 연결한 철배다리를 놓아 도강을 하기도 했다.
1968년 백제대교가 준공됨에 따라 규암나루는 역사의 뒤안길로 사라지고 오일장도 쇠퇴하게 되었다. 현재 규암나루는 낙화암-구드래나루-자온대를 운행하는 유람선이 이용하고 있다.

## 행정 구역
조선 후기에 규암면은 천을면(淺乙面)이라고 불렸으며 청산리, 내리, 돌모오리, 검복리, 창리, 걸산리, 반산리, 건지리, 나복리, 신대리, 용화리, 평월리, 학곡리, 녹야리, 모동리,치리의 16개의 동네가 속하였다고 여지도서(1757~1765)에 기록되어 있다. 해창과 홍산창이 폐지된 후, 1914년 천을면(淺乙面), 도성면(都城面), 송당면(松堂面)이 폐지되고 규암면과 규암리(옛 창리)가 공식 명칭으로 사용되게 되었다. 현재 법정리로는 다음과 같은 것들이 있다.
- 규암리(窺巖里): 행정복지센터 소재지.
- 금암리(金巖里)
- 나복리(羅福里)
- 내리(內里)
- 노화리(盧花里)
- 모리(茅里)
- 반산리(盤山里)
- 부여두리(扶餘頭里)
- 석우리(石隅里)
- 수목리(秀木里)
- 신리(新里)
- 신성리(新城里)
- 오수리(午水里)
- 외리(外里)
- 진변리(津邊里)
- 함양리(咸陽里)
- 합송리(合松里)
- 합정리(合井里)
- 호암리(虎巖里)

## 시설
규암리에는 면사무소와 부여소방서, 우체국, 농협이 자리잡고 있으며, 인근의 외리와 내리에 규암초등학교, 백제중학교, 부여정보고등학교, 규암천주교회, 규암감리교회와 규암성결교회가 소재하고 있다. 한국전쟁을 피해 개성전매지청이 1951년 규암면으로 이전하여 왔다. 1978년 고려인삼창이 준공되었고, 한국인삼공사의 홍삼 제품인 정관장이 생산되고 있다. 고려인삼창은 5만 6000평평의 부지에 조성되어 있고, 인삼 박물관이 개장되어 매년 1만명이 방문하고 있다.
호암리와 합정리 일대에는 백제문화단지가 조성되고 있다. 단지 내에는 백제역사문화관, 한국전통문화대학교, 백제 왕궁과 능사, 롯데 부여리조트, 롯데아울렛 부여점, 롯데 부여스카이CC가 들어서 있다.

### 아파트
부여읍이 문화재 발굴로 인해 고도제한이 걸려 근처 규암면에 아파트단지가 조성되었다.
- 부여센트럴휴엔하임 - ㈜신구건설 / 2018년 6월 입주
- 대동황토방 - 대동주택㈜ / 2002년 8월 입주
- 무지개 - 원건설㈜ / 2002년 2월 입주
- 코아루 더퍼스트 부여 - 서희건설 / 2018년 4월 입주

## 문화유산
부산서원은 규암면 진변리에 있는데, 조선 중기 문인 이경여가 낙향 후 후학들을 기르기 위해 건립하였다. 고종때 흥선대원군의 서원 철폐 정책에 의해 훼철 되었으나 오늘날 복설되어 현재 백강 이경여를 배향하고 있다.
규암리의 사람들은 자온대를 할아버지 당산, 수북정 서쪽 맞은 편에 있는 봉구재를 할머니 당산이라 부르는데, 해마다 음력 정월 초사흘 날에는 수북정에서 자온당산제(할아버지 당산제)와 봉구재에서 할머니 당산제를 지낸다. 고려 말부터 시작된 것으로 알려지고 있다.
규암나루 옆의 큰 바위인 자온대는 백제시대 왕이 왕흥사에 행차할 때 바위가 저절로 따뜻해져서 구들돌이라고 했다는 전설이 있으며, 암벽에는 우암 송시열선생이 自溫臺(자온대)라고 쓴 친필이 새겨져 있다.
수북정은 조선조 광해군때 양주목사를 지낸 수북 김흥국(1557~1623)선생이 후학을 양성하기 위해 건립하였다. 따스한 봄날 주위에서 피어오르는 아지랑이의 모습이 매우 아름다워 부여팔경중의 하나로 꼽히고 있다.
호암리의 천정대에는 백제의 수상인 좌평을 선출했다는 전설이 전해지고 있다.
백제역사재현단지가 규암면 합정리에 건립되었다. 백제역사재현단지에는 백제역사문화관과 백제왕궁이 자리잡고 있다.

## 참고자료
'규암리 역사민속지 - 엿바위 자온당산 산신제, 단산제, 거리제', 강성복저, 2005년 부여 문화원 발간